# Associazione Calcio Alcamo 1981-1982
Questa voce raccoglie le informazioni riguardanti l'Associazione Calcio Alcamo nelle competizioni ufficiali della stagione 1981-1982.

## Rosa
| N. |                   | Ruolo | Calciatore          |
| -- | ----------------- | ----- | ------------------- |
|    | Italia (bandiera) | D     | Giuseppe Alogna     |
|    | Italia (bandiera) | D     | Antonio Arcoleo     |
|    | Italia (bandiera) | D     | Sebastiano Artale   |
|    | Italia (bandiera) | C     | Francesco Bonanno   |
|    | Italia (bandiera) | A     | Marcello Cammarano  |
|    | Italia (bandiera) | C     | Fabio Casadei       |
|    | Italia (bandiera) | C     | Riccardo Chico      |
|    | Italia (bandiera) | D     | Angelo Cracchiolo   |
|    | Italia (bandiera) | A     | Giuseppe Di Giorgio |
|    | Italia (bandiera) | C     | Leonardo Giacalone  |

| N. |                   | Ruolo | Calciatore        |
| -- | ----------------- | ----- | ----------------- |
|    | Italia (bandiera) | D     | Antonino Leonardi |
|    | Italia (bandiera) | P     | Giuseppe Lo Bello |
|    | Italia (bandiera) | C     | Luigi Massimilla  |
|    | Italia (bandiera) | P     | Maurizio Mazza    |
|    | Italia (bandiera) | C     | Giovanni Pecoraro |
|    | Italia (bandiera) | D     | Felice Pipitone   |
|    | Italia (bandiera) | A     | Nicola Pontrelli  |
|    | Italia (bandiera) | A     | Angelo Rotondo    |
|    | Italia (bandiera) | A     | Cosimo Scardino   |